# Iryna Zhuravska
Iryna Zhuravska (en ucraniano: Ірина Журавська; 14 de enero de 1990, Kiev) es una modelo ucraniana quien representó a su país en el certamen de Miss Mundo 2008, que tuvo lugar el 13 de diciembre de 2008 en Johannesburgo, Sudáfrica. Se colocó entre los 15 mejores semifinalistas del certamen.

## Vida y carrera
Zhuravska nació en Kiev, Ucrania. En el momento de su participación en el concurso Miss Mundo 2008, fue estudiante en su segundo año en la Universidad Pedagógica de Kiev, estudiando inglés.
Como modelo, Zhuravska ha trabajado para muchos diseñadores ucranianos notables y apareció en comerciales de televisión y videos musicales. Firmó con la agencia Karin MMG, propiedad de una modelo ucraniana, Vlada Lytovchenko, quien también ganó el concurso Miss Ucrania. Zhuravska ganó el concurso de 2008 Miss Ucrania y recibió una corona por valor de US$500.000 y el derecho a representar a Ucrania en Miss Mundo. Anteriormente, ganó los títulos de Vicemiss Dombás (2007), Miss Internet y Miss Algora. También fue finalista de Miss Mundo Talento en 2008.
Zhuravska es un pariente cercano del vicealcalde de Kiev, Vitaliy Zhuravsky. Vitaliy Zhuravsky, quien más tarde se convirtió en asesor presidencial de Víktor Yanukóvich, a menudo asiste a concursos de belleza. 
Inna Tsymbalyuk dijo que Zhuravska no participó en las rondas de clasificación, lo que provocó rumores de que podría haber influido en su premio. Vitaliy Zhuravsky ha negado estas acusaciones.